# Friends from College
Friends from College (englisch für „Freunde vom College“) ist eine US-amerikanische Comedyserie, die vom Streaming-Service Netflix produziert wurde. Sie erzählt von einer Studentenclique, deren Mitglieder sich 20 Jahre nach ihrem Harvard-Abschluss in New York wiedertreffen. Zu den Mitwirkenden zählen Cobie Smulders und Fred Savage. Seit 2017 wurden 16 Folgen der Serie in zwei Staffeln online gestellt.
Im Februar 2019 wurde die Serie nach zwei Staffeln eingestellt.

## Handlung
Ethan, Lisa, Sam, Marianne, Nick und Max haben alle in Harvard studiert und damals zusammen jede Menge Unsinn getrieben. Zwei Jahrzehnte später kommt es durch den Umzug von Ethan und Lisa nach New York City dazu, dass der Trupp wieder vereint ist.
Nach 20 Jahren hat sich das Leben aller sehr verändert. Die Unbeschwertheit der Studienzeit ist verflogen. Stattdessen herrscht der teils langweilige und teils stressige Berufs- und Familienalltag. Vor allem Ethan und Lisa, die mittlerweile verheiratet sind, befinden sich in einer Ehekrise. Die Wiedervereinigung der Clique verschärft dabei die Fronten und führt zu wachsenden Spannungen.

## Besetzung und Synchronisation
Die Synchronisation der Serie wird bei der VSI Synchron nach Dialogbüchern von Marianne Groß (Staffel 1) und Sigrid Scheurer (seit Staffel 2) unter der Dialogregie von Groß (Staffel 1) und Mike Betz (seit Staffel 2) erstellt.

### Hauptbesetzung
| Rolle                    | Schauspieler       | Synchronsprecher   |
| ------------------------ | ------------------ | ------------------ |
| Ethan Turner             | Keegan-Michael Key | Florian Halm       |
| Lisa Turner              | Cobie Smulders     | Christine Stichler |
| Samantha „Sam“ Delmonico | Annie Parisse      | Gundi Eberhard     |
| Nick Ames                | Nat Faxon          | Marios Gavrilis    |
| Max Adler                | Fred Savage        | Tim Knauer         |
| Marianne                 | Jae Suh Park       | Rubina Kuraoka     |

### Nebenbesetzung
| Rolle                   | Schauspieler    | Synchronsprecher |
| ----------------------- | --------------- | ---------------- |
| Dr. Felix Forzenheim    | Billy Eichner   | Jaron Löwenberg  |
| Jon Delmonico           | Greg Germann    | Oliver Rohrbeck  |
| Merill Morgan           | Sarah Chalke    |                  |
| Charlie                 | Zack Robidas    |                  |
| Degrasso                | Ike Barinholtz  | Frank Schaff     |
| Sean                    | Billy Magnussen | Ozan Ünal        |
| Shawna                  | Kate McKinnon   | Judith Brandt    |
| Paul „Party Dog“ Dobkin | Seth Rogen      | Tobias Kluckert  |
| Der Mentalist           | Chris Elliott   |                  |

## Episodenliste

### Staffel 1
| Nr. (ges.)                                                                               | Nr. (St.) | Deutscher Titel               | Originaltitel        | Regie            | Drehbuch                              |
| ---------------------------------------------------------------------------------------- | --------- | ----------------------------- | -------------------- | ---------------- | ------------------------------------- |
| 1                                                                                        | 1         | Willkommen in New York        | Welcome to New York  | Nicholas Stoller | Francesca Delbanco & Nicholas Stoller |
| 2                                                                                        | 2         | Haus in Connecticut           | Connecticut House    | Nicholas Stoller | Ron Weiner                            |
| 3                                                                                        | 3         | Kreaturen der Nacht           | All-Nighter          | Nicholas Stoller | Andrew Gurland                        |
| 4                                                                                        | 4         | Mission Impossible            | Mission Impossible   | Nicholas Stoller | Francesca Delbanco & Nicholas Stoller |
| 5                                                                                        | 5         | Party-Bus                     | Party Bus            | Nicholas Stoller | Justin Nowell                         |
| 6                                                                                        | 6         | Zweite Hochzeit               | Second Wedding       | Nicholas Stoller | Colleen McGuinness                    |
| 7                                                                                        | 7         | Grand Cayman                  | Grand Cayman         | Nicholas Stoller | Ron Weiner                            |
| 8                                                                                        | 8         | Eine Nacht der Überraschungen | A Night of Surprises | Nicholas Stoller | Francesca Delbanco & Nicholas Stoller |
| Am 14. Juli 2017 wurden alle Folgen der Staffel gleichzeitig bei Netflix veröffentlicht. |           |                               |                      |                  |                                       |

### Staffel 2
| Nr. (ges.)                                                                                 | Nr. (St.) | Deutscher Titel          | Originaltitel        | Regie              | Drehbuch                              |
| ------------------------------------------------------------------------------------------ | --------- | ------------------------ | -------------------- | ------------------ | ------------------------------------- |
| 9                                                                                          | 1         | Die Verlobungsfeier      | The Engagement Party | Nicholas Stoller   | Francesca Delbanco & Nicholas Stoller |
| 10                                                                                         | 2         | Aufräumen                | Storage Unit         | Nicholas Stoller   | Andrew Gurland                        |
| 11                                                                                         | 3         | Ausgehen                 | Out All Night        | Nicholas Stoller   | Guy Endore-Kaiser                     |
| 12                                                                                         | 4         | Der Junggesellenabschied | The Bachelor Party   | Andrew Gurland     | Justin Nowell                         |
| 13                                                                                         | 5         | Alte Gewohnheiten        | Old Habits           | Andrew Gurland     | Ian Edwards                           |
| 14                                                                                         | 6         | Freier Fall              | Free Fall            | Nicholas Stoller   | Alexandra Rushfield                   |
| 15                                                                                         | 7         | Feuerwerk                | Fireworks            | Francesca Delbanco | Francesca Delbanco & Nicholas Stoller |
| 16                                                                                         | 8         | Die Hochzeit             | The Wedding          | Nicholas Stoller   | Francesca Delbanco & Nicholas Stoller |
| Am 11. Januar 2019 wurden alle Folgen der Staffel gleichzeitig bei Netflix veröffentlicht. |           |                          |                      |                    |                                       |